# Rocus van Yperen
Rocus van Yperen (IJsselmonde, 6 mei 1914 – Rotterdam, 26 augustus 1994) was een Nederlands componist, dirigent en muziekpedagoog.

## Levensloop
Rocus van Yperen was een zoon van Paulus Cornelis van Yperen (1881-1959) en de in 1887 in Rotterdam geboren Louiza Cornelia Heniger. Hun huwelijk werd op 31 juli 1913 voltrokken. Rocus was getrouwd met Maria Henderina van Dam, daarna met Mieke Hartogsveld. Rocus' vader vervulde docentschappen algemene muziekleer, harmonieleer en elementaire zangklassen aan de muziekschool van de Maatschappij tot Bevordering der Toonkunst. Rocus van Yperen studeerde piano en muziektheorie bij Coba Rijneke, verder bij Bernhard van den Sigtenhorst Meyer (piano, muziektheorie, contrapunt), Louis van Tulder (zang) en Otto Glastra van Loon (directie). 
Zijn eerste stappen in de muziek vonden plaats aan het eind van de jaren dertig als dirigent van koren zoals het Schiedams Dameskoor. In 1939 ging hij in militaire dienst. In 1945 werd hij benoemd tot opvolger van Dr. Coenraad Lodewijk Walther Boer, dirigent van de Koninklijke Militaire Kapel (KMK) te Den Haag. Hij was een vernieuwer van het repertoire voor harmonie- en fanfareorkesten omdat hij veel componisten wist over te halen om speciaal voor zijn Koninklijke Militaire Kapel werken te componeren. 
Zijn creatieve en vernieuwende aanpak trok al snel de aandacht van het civiele muziekleven in zowel binnen- als buitenland. Als zodanig is hij niet alleen velen tot voorbeeld geweest, maar hij legde hiermee ook een basis voor de naoorlogse blaasmuziek in een tijd dat alles uit het niets moest worden opgebouwd. Door zijn talent wist hij zich al spoedig een diepgaande kennis van het medium blaasmuziek eigen te maken. 
Een hoogtepunt in de geschiedenis van de KMK onder de leiding van Van Yperen vormde de uitnodiging tot deelname aan de Royal Edinburgh Military Tattoo in 1952. Na 25 optredens op de esplanade voor het kasteel van deze Schotse stad, floot elke straatjongen in Edinburgh de Grenadiersmars Turf in je ransel. Dit feestelijke gebeuren was mede aanleiding tot in het leven roepen van Taptoe Delft. Van Yperen heeft in de voorbereidingen daarvan een belangrijk aandeel gehad. Vele jaren heeft de KMK medewerking verleend aan deze muzikale militaire manifestatie op de Grote Markt te Delft.
Eind 1963 verliet Van Yperen de KMK. Hij werd in dat jaar benoemd tot inspecteur van de militaire muziek in Nederland, wederom als opvolger van Coenraad Lodewijk Walther Boer.
Zijn liefde voor de vocale muziek had hij van huis meegekregen. Hij richtte in oktober 1958 het Haags Kamerkoor op en was er dirigent van 1958 tot 1990. Ook voor dit medium was hij een promotor van hedendaagse en Nederlandse muziek. Verder stichtte hij in 1977 het ensemble Wijks Vocaal te Wijk bij Duurstede. 
Verder was hij sinds 1951 als eerste de verantwoordelijke hoogleraar voor HaFa-directie aan het conservatorium van Den Haag. Hij heeft een hele generatie van HaFa-dirigenten in Nederland opgeleid, waaronder Johan de Meij.
Hij was tevens dirigent van verschillende harmonie- en fanfareorkesten en voerde samen met hen ook werken uit van hedendaagse componisten, zoals Henk Badings, Marius Flothuis en Paul Hindemith. 
Hij heeft eveneens werken voor het medium harmonie- en fanfareorkest gecomponeerd. Daarnaast was hij een veelgevraagd jurylid van de landelijke federaties en ook in het buitenland. Voor zijn werk werd hij in 1958 benoemd tot ridder in de Orde van Oranje-Nassau.

## Composities

### Werken voor harmonie- en fanfareorkest
- 1947 Home Town, mars
- 1960 Fanfare 1960
- 1962/1972 Rond 7 Fanfares
- 1972 Syt nu verblijt
- 1981 O Nederland, let op uw saeck, voor orgel en harmonieorkest
- Drie Intades
- Masquerade

## Publicaties
- Rocus van Yperen: De Nederlandse Militaire Muziek. C.A.J. van Dishoeck, Bussum. 1966. 143 p.

- Gemeinsame Normdatei: 107947546X
- International Standard Name Identifier: 0000 0000 3952 8508
- Library of Congress Control Number: nb99149650
- MusicBrainz: a00d2b8d-8023-4e7f-9638-09b252e7b54e
- Nederlandse Thesaurus van Auteursnamen: 069390444
- Système universitaire de documentation: 26008624X
- Virtual International Authority File: 75815454
- WorldCat: E39PBJrwMXMHYDHmkTGrHy9v73